# جوستين هيرنغ
جوستين هيرنغ (بالإنجليزية: Heath Herring)‏ هو فنان قتال مختلط أمريكي، ولد في 2 مارس 1978 في واكو في الولايات المتحدة.

## وصلات خارجية
- الموقع الرسمي
- جوستين هيرنغ على موقع شيردوغ (الإنجليزية)
- جوستين هيرنغ على موقع Tapology.com (الإنجليزية)
- جوستين هيرنغ على موقع قاعدة بيانات المصارعة على الإنترنت (الإنجليزية)
- جوستين هيرنغ على موقع IMDb (الإنجليزية)
- جوستين هيرنغ على موقع قاعدة بيانات الفيلم (الإنجليزية)